# Richard Maroke
Richard Maroke (* 1879 in Kleinitz; † nach 1930) war ein deutscher Politiker (SPD).
Maroke arbeitete bis 1906 als Schmiedegehilfe. Von Januar 1907 bis 1912 war er hauptamtlicher Gauleiter des Gemeinde- und Staatsarbeiterverbands in Frankfurt am Main und 1912 bis September 1919 angestellter Sekretär im Hauptvorstand mit Sitz in Berlin. Von Oktober 1919 bis mindestens 1930 war er Geschäftsführer und Zweiter Vorsitzender im Hauptvorstand des Reichsbundes der Kriegsbeschädigten, Kriegsteilnehmer und Kriegshinterbliebenen mit Sitz in Berlin.
Bei der Reichstagswahl 1912 kandidierte er im Reichstagswahlkreis Regierungsbezirk Wiesbaden 5 (Dillenburg-Oberwesterwald) und erhielt 2062 Stimmen, was 9,4 % entsprach. 1921–1924 war er Mitglied im Preußischen Landtag.